# Romulea bulbocodium
Romulea bulbocodium (Syn.: Ixia bulbocodium (L.) L.), wie mehrere Arten der Gattung im deutschen auch Sandkrokus oder Scheinkrokus genannt, ist eine Pflanzenart aus der Gattung Scheinkrokusse (Romulea) in der Familie der Schwertliliengewächse (Iridaceae).

## Merkmale
Romulea bulbocodium ist eine ausdauernde krautige Pflanze, die Wuchshöhen von 3 bis 18 Zentimeter erreicht. Dieser Geophyt bildet Knollen als Überdauerungsorgane aus. Die zwei bis vier Laubblätter sind gefurcht, grün, an der Unterseite heller und messen 15 × 0,1 bis 0,2 Zentimeter.
Der Stängel ist ein- (bis sechs-)blütig. Die Blüten sind von zwei Hochblättern umgeben. Das äußere Hochblatt ist schmal hautrandig, das innere ist breiter und ganz häutig. Das Perigon hat eine Länge von (18) 25 bis 35 (50) Millimeter, die Röhre 3,5 bis 8 Millimeter und die Zipfel (15) 22 bis 25 (40) Millimeter. Das Perigon ist elliptisch, spitz und hellviolett gefärbt mit dunkleren Nerven. Selten ist es gelb (Romulea bulbocodium var. croces (Boiss. et Heldr.) Baker) oder weiß und an der Unterseite grünlich purpurn überlaufen (Romulea bulbocodium var. leichtliniana (Halácsy) Bég.). Der Schlund ist behaart und gelb. Die Narbe ist sechsstrahlig und überragt die Staubbeutel.
Die Blütezeit reicht von März bis April.
Die Chromosomenzahl beträgt 2n = 28.

## Vorkommen
Romulea bulbocodium kommt im Mittelmeergebiet auf trockenen Wiesen und in Gebüschen vor. In Italien ist er in Höhenlagen von 0 bis 1200 Meter zu finden.

## Systematik
Man kann drei Varietäten unterscheiden:
- Romulea bulbocodium var. bulbocodium: Sie kommt im Mittelmeergebiet vor.[2]
- Romulea bulbocodium var. crocea (Boiss. & Heldr.) Baker: Sie kommt von der südwestlichen Türkei bis ins westliche Syrien vor.[2]
- Romulea bulbocodium var. leichtliniana (Heldr. ex Halácsy) Bég.: Sie kommt von Südosteuropa bis zur südlichen Türkei vor.[2]

## Nutzung
Romulea bulbocodium wird in Gebieten mit Weinbauklima selten als Zierpflanze in Steingärten genutzt. Er gilt als Liebhaberpflanze und ist seit spätestens 1720 in Kultur.